# Mad (serie de televisión)
Mad (estilizado como MAD) es una serie animada televisiva de comedia estadounidense donde se satiriza el consumo en masa con un humor exagerado y un poco adulterado; este programa ha tenido pocas censuras, sobre todo teniendo en cuenta que tuvo algunos episodios sangrientos o violentos. Creada por Kevin Shinick y producida por Warner Bros, es una nueva versión de TV de la revista MAD y una reversión del show televisivo MADtv. La serie muestra varios cortometrajes y sketches satíricos hacia actores, series de televisión, películas, dibujos animados y otros personajes de la farándula siendo parodiados bajo diversos tipos de animación. La serie recibió una clasificación de edad TV-PG y se transmitió en Cartoon Network. Es aún muy recordada por los seguidores de la serie por utilizar elementos importantes de la cultura popular.

## Sketchesrecurrentes
La serie MAD tiene varios sketches recurrentes:
- Noticias MAD: Un periodista da las noticias más recientes. Inicialmente, el sketch iniciaba interrumpiendo abruptamente la transmisión de algún sketch, pero después fue movido al inicio de cada programa, antes del título. En la tercera temporada se reemplazó por "El Calendario MADevento".

- Espía contra Espía: Es una adaptación de la historieta clásica de MAD, "Spy vs Spy", en donde dos espías de diferente color intentan eliminarse.

- Alfred E. Neuman para Presidente: Es un sketch que muestra lo que sucede cuando Alfred E. Neuman se convierte en presidente de los Estados Unidos. Siendo él, el ganador de las elecciones presidenciales de los Estados Unidos.

- Celebridades Sin Maquillaje: El segmento muestra varias celebridades sin maquillaje, pero de una manera exagerada.

- ¿Dónde está Lady Gaga?: Un tributo al juego "¿Dónde está Waldo?". Lady Gaga está escondida en una imagen y el espectador debe encontrarla. Básicamente, Lady Gaga está vestida como  florero, bote de basura o refrigerador.

- MADucación 101: Una lección de cualquier materia escolar.

- Cámara de Seguridad de MAD: Una cámara de seguridad graba lo que ocurre en lugares públicos durante la noche, como un supermercado o una escuela, mostrando piezas de actividad paranormal. El sketch es una parodia a la película Actividad paranormal.

- Preguntas a las Celebridades: Cartas de fanes (ficticios) con preguntas a sus estrellas favoritas.

- Asqueroso y más que Asqueroso: Diferencias entre lo asqueroso y lo más asqueroso.

- El Calendario MADevento: es una serie de actos culturales pop y divertidos situaciones ridículos que ocurrieron recientemente. Esto se convierte en la nueva apertura para el show en 3.er temporada y reemplazando la anterior apertura, La Noticias MAD.El segmento comienza con el locutor diciendo una excusa para eventos al azar que faltan que sucedió la semana pasada. Luego se dice que dos eventos reales resultantes o causado en dos eventos parodiados y el último evento es sobre una persona o cosa tiene una mala experiencia que lleva a la escena de apertura. También tiene los días de la semana y la hora.

- Súper Villanos Dispuestos a Cuidar de Usted: Una parodia a los cortos animados de los Superamigos de la PSA. Varios supervillanos de la Legión del Mal, como Siniestro o el Acertijo, se presentan y tratan de ayudar a los niños a cuidar su salud o su seguridad, pero siempre terminan engañándolos.

- Comerciales MAD: Se muestran distintos comerciales de productos parodias a otros anuncios de televisión.

- Cumpleaños de Celebridades: En este segmento se muestran los cumpleaños de las celebridades, que realmente son famosos.

- Una Mirada al Estilo MAD...: Aquí se muestra como es el interior del cuerpo de una persona famosa/o, como Una mirada a la mente de....

- Mala Idea #: Aquí se muestra segmentos cortos donde están todas las malas ideas, como una referencia a lo que una persona no debe hacer, es una parodia de "1000 maneras de morir".

- Respuestas Inteligentes a Preguntas Estúpidas: En este sketch muestran preguntas obvias y dan muchas respuestas inteligentes.

- Don Martin: Adaptaciones de las tiras cómicas hechas por largo tiempo en Mad por el dibujante Don Martin.

- Este Día en la Historia: Ahí muestra un vistazo a un logro en el día de la emisión inicial, la mayoría de los casos, implicará una persona menos conocida de importancia histórica o haciendo llegar a algo en la sombra de otro personaje histórico bien conocido.

- Mike Wartella: Animaciones por el dibujante M. Wartella.

- Rechazados: Se muestran actuaciones de algunos famosos, las cuales son rechazadas.

- Lo Mejor del Mundo: Aquí pasa las cosas más interesantes y maravillosas que le puede pasar a alguien de manera muy inesperada.

- Todo es Mejor con Ninjas: Aquí se presenta a los ninjas y sus métodos, que sirven en la vida diaria para las personas.

- ¿Qué Hay de Malo con Esta Imagen?: Un juego dependiendo de lo que es prácticamente incorrecta acerca de la imagen que se muestra en la pantalla, pero dice las cosas correctas o que al menos se muestra anunciada como la cosa equivocada.

- Querida Muerte: Aquí se muestra cuando niños y niñas les piden consejos a la muerte y el siempre termina diciéndoles cuando o como van a morir.

## Personajes

### Personajes recurrentes
- Alfred E. Neuman: Es el personaje principal de MAD, pero en pequeños cameos donde aparece en películas y series en parodias, él es guionista y dueño de la empresa MAD. A partir de la 3.ª Temporada, asume a la candidatura a la presidencia de los Estados Unidos.
- El reportero de MAD: Es el que presenta las noticias, que son realmente absurdas, casi siempre al comienzo de los episodios.
- Espía blanco: Aparece en el segmento "Espía contra Espía". En ocasiones derrota al Espía Negro, otras veces es vencido por él. Apareció también en Uglee, "Espías contra Miniespias", en "Kung Fu Panchonzito", y otras.
- Espía Negro: También aparece en el segmento "Espía contra Espía". Es el opuesto del Espía blanco y lo hace imposible de arruinar la vida del espía blanco. Apareció también en "Capitán América tiene Talento","Kung Fu Panchonzito" y "Espías contra Miniespias".
- Personajes de Don Martin: Se reconocen bien por su nariz bulbosa y su pie articulado de un payaso. Tiene su propio segmento que se basa las tiras que trabajo en MAD y otros tiras independientemente fuera de la revista.
- Arthur la Planta de Tiesto: Raramente este planta aparece en los segmentos de Mike Wartella; es una planta de aguacate en una maceta que se confunde con una maceta de marihuana como broma al director de arte John Putnam.
- Anciano: Un personaje recurrente de diferentes disfraces que aparece desde el episodio 5; es el mayor de edad y solía meterse con otro como si hubiera sido un testigo o un fastidioso.

## Reparto
Nota acerca del doblaje latinoamericano: El programa no presenta una cantidad considerable de personajes fijos; salvo algunas pocas excepciones, todos los personajes son episódicos, el doblaje de esta serie ha sido muy criticado por la audiencia, debido a la poca variedad de actores de doblaje, ya que casi siempre son interpretados por los mismos actores, por ejemplo los hermanos Urban (Alejandro, Patricia, Claudia, Daniel y Marina) cuyas voces no le agradan a la mayoría de la audiencia latinoamericana. Se cree que los fanes esperan a que las series dejen de doblarse en el mismo estudio debido a que suena muy raro, sin embargo, a partir de la 4.ª temporada, la serie cambio de estudio de doblaje de Sensaciones Sónicas a SDI Media de México, bajo la dirección de Eduardo Garza.
| Personaje                 | Actor de voz original  | Actor de doblaje       | Temporada                                  |
| Personajes recurrentes    | Personajes recurrentes | Personajes recurrentes | Personajes recurrentes                     |
| ------------------------- | ---------------------- | ---------------------- | ------------------------------------------ |
| Conductor de noticias MAD | Kevin Shinick          | Alejandro Urbán        | 1.ª (ep. 4-6, 9-35, 37 y 38), 3.ª (ep. 53) |
| Conductor de noticias MAD | Kevin Shinick          | Daniel Lacy            | 2.ª- 3.ª (ep. 69)                          |
| Conductor de noticias MAD | Kevin Shinick          | Dafnis Fernández       |                                            |
| Conductor de noticias MAD | Kevin Shinick          | 4ª                     |                                            |
| Conductor de noticias MAD | Kevin Shinick          | José Antonio Macías    | 4ª (ep. 100)                               |
| Presentación              | N/D                    | Arturo Castañeda       | 1.ª-2.ª                                    |
| Presentación              | N/D                    | Gerardo Suárez         | 3.ª                                        |
| Presentación              | N/D                    | Mario Castañeda        | 4ª                                         |
| Insertos                  | N/D                    | Gerardo Suárez         | 1ª-3ª (1 - 68)                             |
| Insertos                  | N/D                    | Óscar Flores           | 2.ª (eps. 40-43)                           |
| Insertos                  | N/D                    | Héctor Moreno          | 3ª (69 - 78)                               |
| Insertos                  | N/D                    | Julián Lavat           | 3ª (ep. 70)                                |
| Insertos                  | N/D                    | Mario Castañeda        | 4ª                                         |
| Insertos                  | N/D                    | Eduardo Garza          | 4ª                                         |

### Datos técnicos del doblaje
- Estudio de doblaje: Sensaciones Sónicas (1.ª-3.ª temporada), SDI Media (4.ª temporada)
- Dirección de doblaje: Sin dirección (1.ª-3.ª temporada), Rafael Pacheco (algunos capítulos, 1.ª-3.ª temporada) Gerardo Suárez (algunos capítulos, 1.ª-3.ª temporada), Eduardo Garza (4.ª temporada), Héctor Emmanuel Gómez (4.ª temporada, últimos capítulos)
- País de doblaje: México

## Episodios
En Estados Unidos el 1 de abril de 2013 se comenzó a transmitir la cuarta temporada de la serie. En América Latina se emitió la primera temporada, segunda temporada, tercera temporada y la cuarta temporada estrenada el 3 de febrero de 2014, después finalizó la serie. [cita requerida]

## Estreno en DVD
El DVD de Mad - Temporada 1, Parte 1 fue lanzado el 20 de septiembre de 2011 con una imagen 1.33:1 enmarañado y una pista estéreo Inglés. Los extras del DVD son los tráileres de Justicia JOVEN, los ThunderCats 2011, y El Show de los Looney Tunes. El resto de la primera temporada fue lanzada el 17 de enero de 2012.